# Kemperplatz
Der Kemperplatz liegt im Berliner Ortsteil Tiergarten des Bezirks Mitte. Auf den Platz münden die Lennéstraße, die Ben-Gurion-Straße, die Tiergartenstraße sowie der Anschluss zum Tunnel Tiergarten Spreebogen (TTS).

## Geschichte

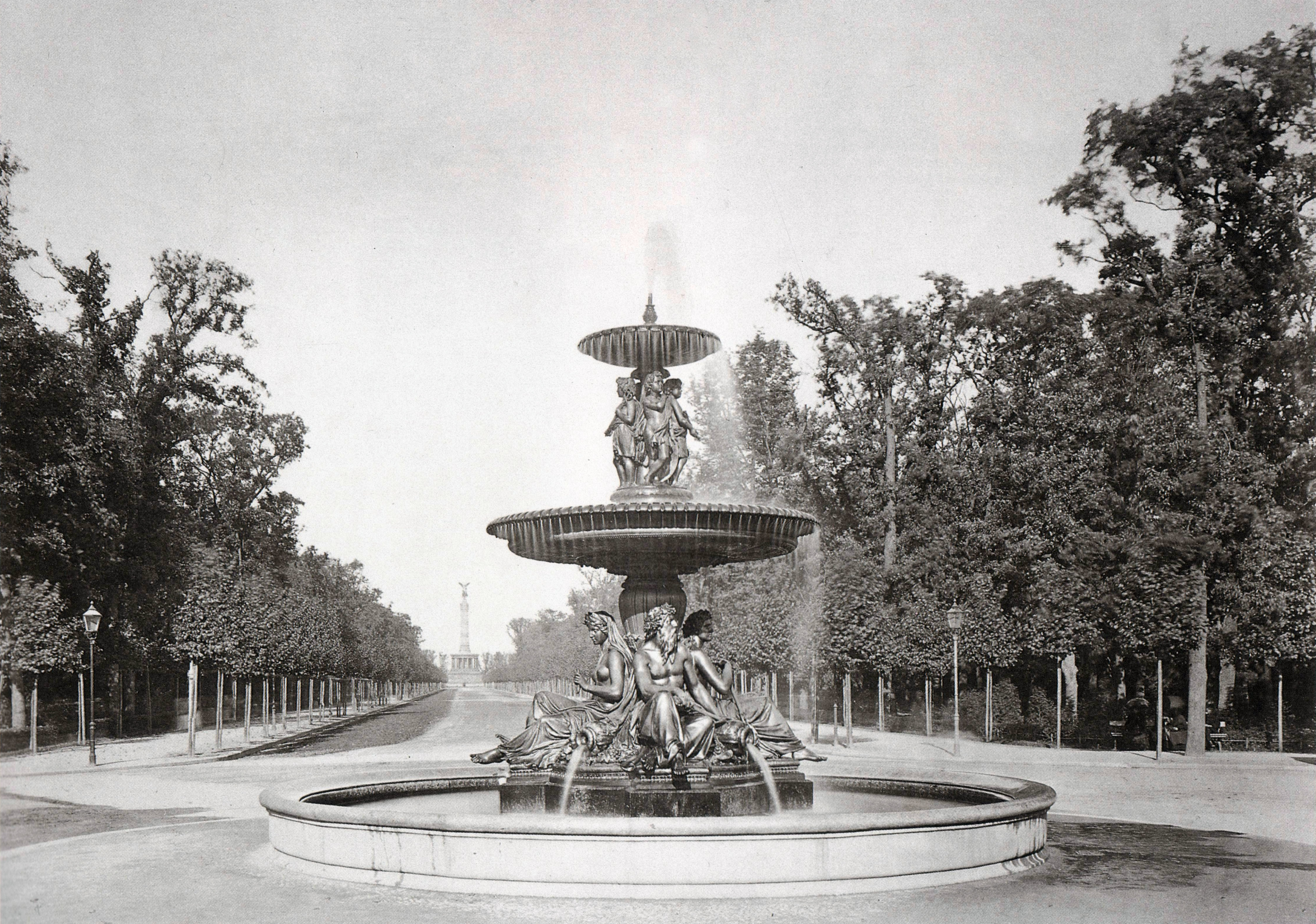
Wrangelbrunnen am Kemperplatz, 1879

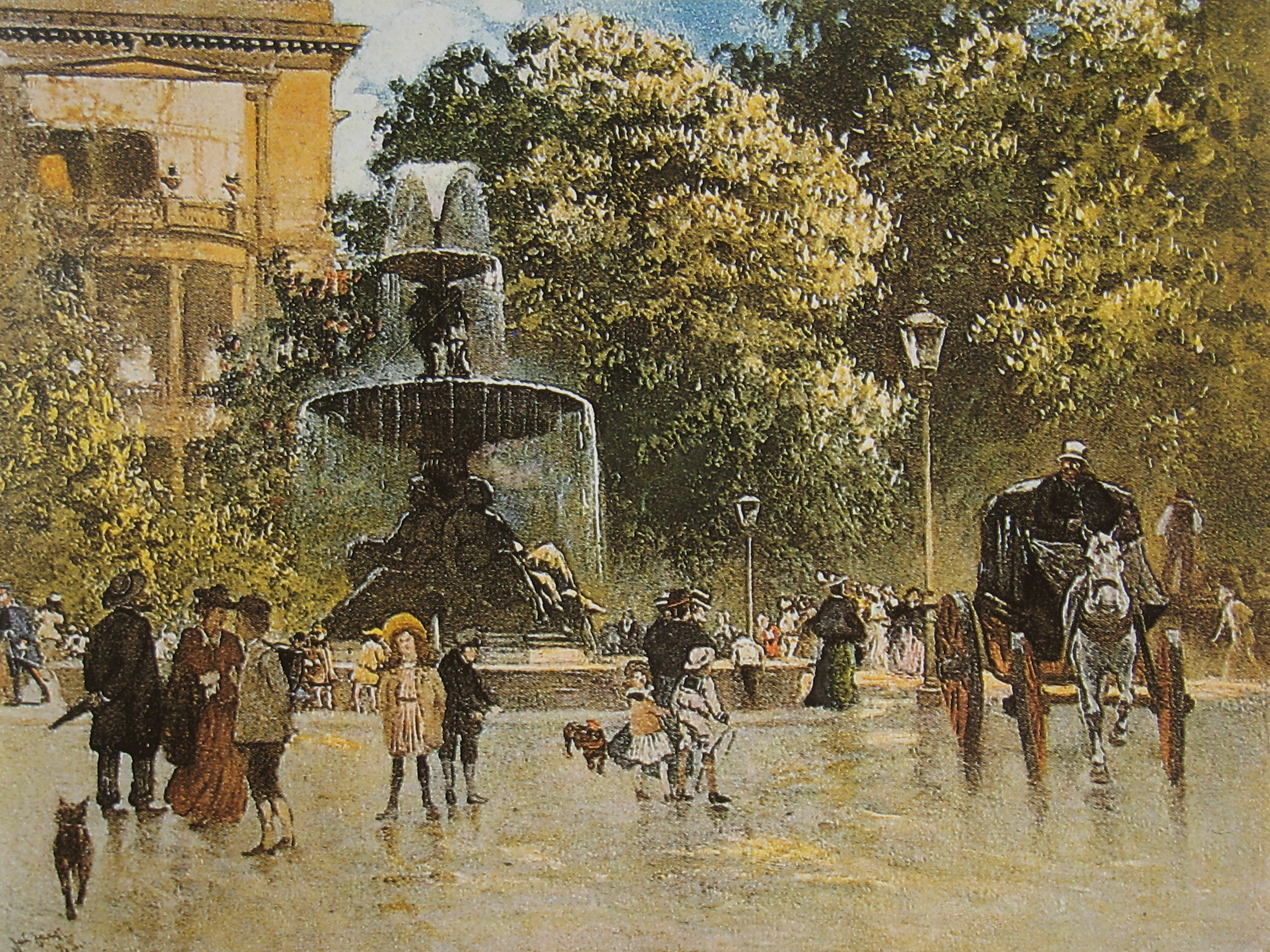
Kemperplatz mit Wrangelbrunnen
Julius Jacob der Jüngere, 1889

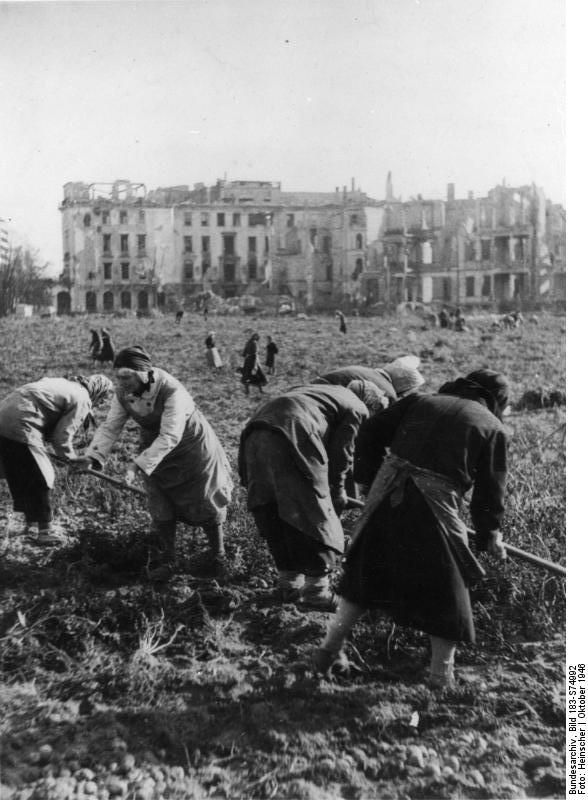
Kartoffelernte am Kemperplatz, 1946

Der Kemperplatz erhielt 1858 seinen heutigen Namen. Nach der „Machtergreifung“ des NS-Regimes 1933 wurde er nach der Skagerrakschlacht im Ersten Weltkrieg in Skagerrakplatz umbenannt. Nach dem Ende des Zweiten Weltkriegs bekam der Platz am 25. Oktober 1946 wieder seinen ursprünglichen Namen, der an Johann Wilhelm Kemper (1766–1840) erinnert, den Betreiber des Wirtshauses Kempers Hof. Seine Bekanntheit begann durch den hier 1824 gegründeten Architekten-Verein zu Berlin. Auch die vom Redakteur und Philologen Philipp Karl Buttmann (1764–1829) ins Leben gerufene Gesetzlose Gesellschaft zu Berlin traf sich in Kempers Lokal.
Die Namensgebung fällt mit der Entstehung des Tiergartenviertels Mitte des 19. Jahrhunderts zusammen: Reiche Berliner Bürger fingen in dieser Zeit an, dort ihre riesigen Villen zu bauen. Einer der ersten war der Schauspieler und Intendant August Wilhelm Iffland, dessen Haus schon um 1800 – noch mitten im Wald – gebaut wurde. 1877 kam es auf dem Kemperplatz zur Aufstellung des spätklassizistischen Wrangelbrunnens. Er musste aber 1902 dem Rolandbrunnen weichen und befindet sich seitdem an der Ecke Urban-/Grimmstraße im Ortsteil Kreuzberg. Mit der monumentalen Brunnenanlage bildete der Kemperplatz im wilhelminischen Berlin den südlichen Abschluss der Siegesallee im Großen Tiergarten. Im Zweiten Weltkrieg wurde der Rolandbrunnen schwer beschädigt und um 1950 endgültig abgeräumt.

## Gegenwart
Bekannt ist der Kemperplatz als Standort der Philharmonie. Sie zählt (neben dem Konzerthaus am Gendarmenmarkt) zu den wichtigsten Konzertsälen in Berlin und ist die Heimstätte der Berliner Philharmoniker. Es begann mit der in den 1960er Jahren entwickelten Kulturband-Idee, die eine lockere Gruppierung von Kultureinrichtungen am Standort des früheren Kemperplatzes vorsah. Damit wurden hier alle historischen Gebäude samt ihren Fundamenten abgerissen, selbst der Straßengrundriss wurde verändert.
Zwischen 1984 und 1991 war der Kemperplatz der nördliche Endbahnhof der M-Bahn-Versuchsstrecke. Im Jahr 2000 wurde auf dem Areal zwischen Potsdamer Platz und Kemperplatz bzw. Ben-Gurion-Straße das insgesamt sieben Gebäude umfassende Sony Center fertiggestellt. An der nordwestlichen Spitze des Komplexes hat am Kemperplatz die Deutschlandzentrale von Sony ihren Sitz.